# Cala des Tramadiu
La cala des Tramadiu és una platja natural del municipi de Begur (Baix Empordà), situada en una zona de penya-segats, entre Aiguablava i Aigua Xelida. Només és accessible per mar. Orientada a nord-est, la superfície de la cala està composta de còdols, de color grisós. Té una longitud de 8 m i una amplada d'11 m.
Prop de la cala hi ha la cova d'en Gispert, que té una entrada estreta i es prolonga durant uns 200 metres fins que acaba en una petita platja de sorra.